# Sefulu Gaugau

a Compétitions nationales et continentales officielles uniquement.

Dernière mise à jour le 3 septembre 2018.
Sefulu Gaugau, né le 7 juillet 1979, est un joueur de rugby à XV samoan ayant évolué au poste d'ailier ou de centre au sein de l'effectif du Stade rochelais.

## Carrière de joueur

### En club
- 2002-2003 : Hawkes Bay - NPC
- 2003-2005 : Auckland - NPC
- 2005-2006 : Venezia Mestre
- 2006-2009 : Racing Métro 92
- 2010-2012 : Atlantique stade rochelais  France

## Palmarès
2009 : Champion de France Pro D2 – Racing Métro 92